# Ясоччина книжка
«Ясоччина книжка» — цикл віршованих оповідань Наталі Забіли, виданий 1934 року окремою книгою. Це одна з найкращих дитячих книг письменниці. Цикл віршів «Ясоччина книжка» літературознавці характеризують як одну із вершин української дитячої літератури.

## Склад збірки
Невеличка за обсягом збірка складається з восьми коротких оповідань, об'єднаних однією героїнею — маленькою дівчинкою Ясею. Від першого оповідання «Ясоччин садок» до завершального «Ведмедикова хатка» минає рівно рік — від зими до зими.      

## Головна героїня
Зростає маленька Ясочка — вигадниця та витівниця. Навіть якщо вона захворіє, то і вдома знаходить гру — організує свій дитячий садок, в якому живуть її іграшки.
Захопленням світом, прагненням до щастя пронизане оповідання «Ясочка на річці». Одночасно в кожному з оповідань Наталя Забіла обов'язково показує формування важливих рис характеру дитини. Ось Яся допомагає малюку Юрасику, який злякався жаби, ось малює будинок, дитину, ліс. Маленька художниця живо сприймає довкілля, великий та дивовижно різноманітний світ, який вперше відкривається перед її очима. Граючи, вона оживляє все навколо себе і навіть свій олівець-малювець, який нібито сам починає малювати на Ясоччиному малюнку дощик («Олівець-малювець»).
Ясочка дуже уважно прислуховується, придивляється до навколишнього світу. І коли інші діти бачать на прогулянці в лісі тільки горіхи і в захваті зривають їх, то Ясочка помічає інше — веселу білку, спостерігає її повадки, не може відірвати погляду від невідомого поки життя («По горіхи»).
Світ для Ясочки повний фантастики, в ньому оживає навіть її улюблений ведмедик; а може він поділиться з дівчинкою смачними подарунками від північних оленів і ведмедів («Ведмедикова хатка»).

## Індивідуальність героїні
Яся — смілива, допитлива, розумна дівчинка. Вона всім цікавиться, все прагне пізнати. Наталя Забіла всі ці риси не описує загальними словами, а показує в живій дії, у зіткненні маленької героїні з самим життям. Поетеса всебічно розкриває яскравий портрет Ясочки в динаміці змін і зростання.
Яся усюди несе в собі цікаву дуже своєрідну, абсолютно індивідуальну рису, якесь симпатичне, чисто дитяче лукавство, за яке її не можна корити, бо воно не злісне, а безпосереднє і має тенденцію перерости у кмітливість, винахідливість.

## Деякі видання
Наталя Забіла «Ясоччина книжка». Оповідання для дошкільного віку. — Київ: Веселка, 1993.— 28 с. ISBN 5-301-01331-9. Тираж 50 000 прим. Обкладинка м’яка. Кольорові ілюстрації на всіх сторінках.
Наталя Забіла «Ясоччина книжка». Оповідання. Для дошкільного віку. 4-е видання — Київ: Веселка, 2000.— 28 с. ISBN 966-01-0134-1. Тираж 10 000 прим. Обкладинка м’яка. Кольорові ілюстрації на всіх сторінках. Малюнки Гілевич Аделі Григорівни